# Prapretno pri Hrastniku
Prapretno pri Hrastniku – wieś w Słowenii, w gminie Hrastnik. W 2018 roku liczyła 176 mieszkańców.